# Andrijana Starina Kosem
Andrijana Starina Kosem, slovenska ekonomistka in političarka, * 6. avgust 1963, Ljubljana. 
Odraščala je na kmetiji v Radečah. Diplomirala je leta 1989 na Ekonomski fakulteti v Mariboru. Po dokončanem študiju se je zaposlila v tovarni papirja Videm v Krškem. 
Kasneje se je zaposlila v podjetju Ipoz, nato v tovarni Rog, kamor jo je povabil Metod Dragonja. Leta 2004 je prevzela funkcijo državne sekretarke na ministrstvu za gospodarstvo, vendar je odstopila leta 2007. Postala je predsednica nadzornega sveta časopisne hiše Delo, s tega mesta jo je julija 2009 odpoklicala skupščina Dela.